# Маркус, Абрахам
Абрахам Айомиде Маркус (англ. Abraham Ayomide Marcus; род. 2 января 2000, Лагос, Лагос) — нигерийский футболист, вингер, игрок «Порту B».
Выпускник академии «Ремо Старз». В 2018 году перебрался в Португалию, где играл за молодёжные команды клуба нигерийского бизнесмена Кунле Сонамеen «Фейренсе». За главную команду клуба дебютировал в октябре 2020 года, выйдя на замену в матче с «Эшторилом», забил гол, в сезоне 2020/21 забил 11 мячей в Лиге 2. В августе 2021 года на правах аренды перешёл из клуба «Ремо Старз» (Шагаму) в клуб Примейры «Портимоненсе», где чаще играл за команду из игроков до 23 лет в Liga Revelaçãopt. В феврале 2022 года перешёл в польский клуб Экстракласы «Радомяк». Сезон 2022/23 провёл в «Порту», в Примейре сыграл в одном матче, выйдя на замену на 90-й минуте в игре против «Портимоненсе», во второй португальской лиге забил 9 мячей, играя за «Порту B».
В мае 2021 года Гернотом Рорем был вызван на сборы национальной команды Нигерии, дебютировал в товарищеском матче против Камеруна, прошедшем 4 июня 2021 года в Австрии.